# Matías Porcari
Matías Porcari, vollständiger Name Matías Sebastián Porcari, (* 12. April 1986 in Laguna Larga) ist ein argentinischer Fußballspieler.

## Karriere
Der je nach Quellenlage 1,75 Meter oder 1,78 Meter große Mittelfeldakteur Porcari stand zu Beginn seiner Karriere von der Apertura 2003 bis in die Clausura 2007 im Kader von CA Belgrano. In den Spielzeiten 2004/05 bis 2006/07 bestritt er 33 Ligapartien und schoss drei Tore. Im Juli 2007 schloss er sich auf Leihbasis CAI Comodoro Rivadavia an. Dort lief er in der Saison 2007/08 17-mal (kein Tor) in der Nacional B auf. In der Apertura 2008 und der Clausura 2009 war der uruguayische Zweitligist Centro Atlético Fénix sein Arbeitgeber. Im Juli 2009 wechselte er innerhalb Montevideos im Rahmen einer Ausleihe zum Erstligisten Danubio FC, für den er in der Spielzeit 2009/10 13 Spiele (ein Tor) in der Primera División absolvierte. Ab der Apertura 2010 war er wieder Spieler des mittlerweile ebenfalls in der höchsten uruguayischen Spielklasse antretenden Centro Atlético Fénix. Nach saisonübergreifend 22 Ligaeinsätzen und einem Tor (2010/11: 9 Spiele/0 Tore; 2011/12: 13/1) verlieh Fénix den Argentinier im Januar 2012 an den ungarischen Verein Honvéd Budapest. Die Einsatzbilanz weist für ihn beim Hauptstadtklub zwei Spiele (kein Tor) in der Ersten Mannschaft und acht Spiele (zwei Tore) in der Zweitvertretung aus. Im Januar 2013 wechselte er zum uruguayischen Erstligisten Club Atlético Progreso, für den er in der Clausura 2013 sechsmal (kein Tor) in der Primera División auflief. Von Juli 2013 bis Mitte Januar 2014 währte anschließend der Zeitraum, in dem er zwei Saisonspiele (kein Tor) für Radnički Kragujevac in Serbien bestritt. Im Januar 2014 schloss er sich dem uruguayischen Erstligisten Juventud an und absolvierte in der Clausura 2014 zwölf Erstligaspiele (kein Tor). In der Spielzeit 2014/15 wurde er 15-mal (zwei Tore) in der Primera División eingesetzt. Am 31. Dezember 2014 wurde sein Wechsel zu Olimpo de Bahía Blanca vermeldet. Dort lief er in elf Erstligaspielen (kein Tor) und einer Partie (kein Tor) der Copa Argentina auf. Mitte Januar 2016 verließ er den Klub und ging zum venezolanischen Zweitligisten Potros de Barinas.